# Князі Східного Помор'я

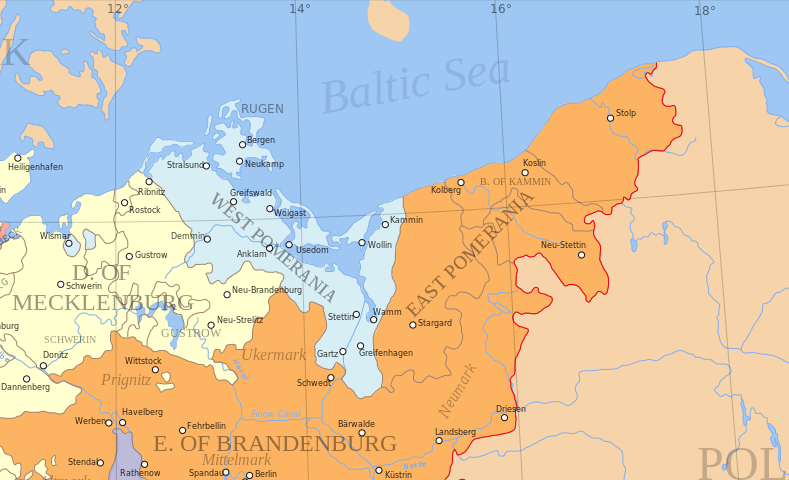
Мапа Помор'я

Князі Східного Помор'я — список східнопоморських володарів, що правили в князівстві східних поморян. 

## Князі Поморські (XI-XII ст.)
- 1040-1060 Земомисл Поморський
- 1060-1106 Святобор I
- 1106-1113 Святополк I

Князь Польщі Болеслав III Кривоустий пішов війною на Поморські землі, і переміг двох Поморських князів, що одним із них був Святополк І. З цього моменту почалося підпорядкування Східного (Гданського) Помор’я - Польщі, а намісниками (з титулом princeps), стали представники династію Собіславичів з другої половини XII століття. У 1227 році вони прийняли титул князів (dux Pomeraniae).

## Князі Собіславичі
- ? -1178 Собіслав I
- 1178-1205	Самбор I
- ? –1207 Гримислав
- 1205–1220 Мстивой I
- 1220–1266 Святополк II
- 1220-1230 Вартислав I
- 1220-1262 Ратибор Білоґардський
- 1220-1271 Самбор II
- 1266-1271 Вартислав II
- 1260-1294 Мстивой II - останній незалежний князь Східного Помор'я.

## Інші князі
Князі Мазовецькі, Куявські, Польські та Чеські, що претендували на правління у Східному Помор'ї:

Династія П'ястів
- 1294–1296 Пшемисл II
- 1296–1297 Лешек Іновроцлавський
- 1296–1299 Владислав I Локетек

Династія Пржемисловичів
- 1299–1305 Вацлав II
- 1305–1306 Вацлав III

Династія П'ястів
- 1306–1309 Владислав I Локетек

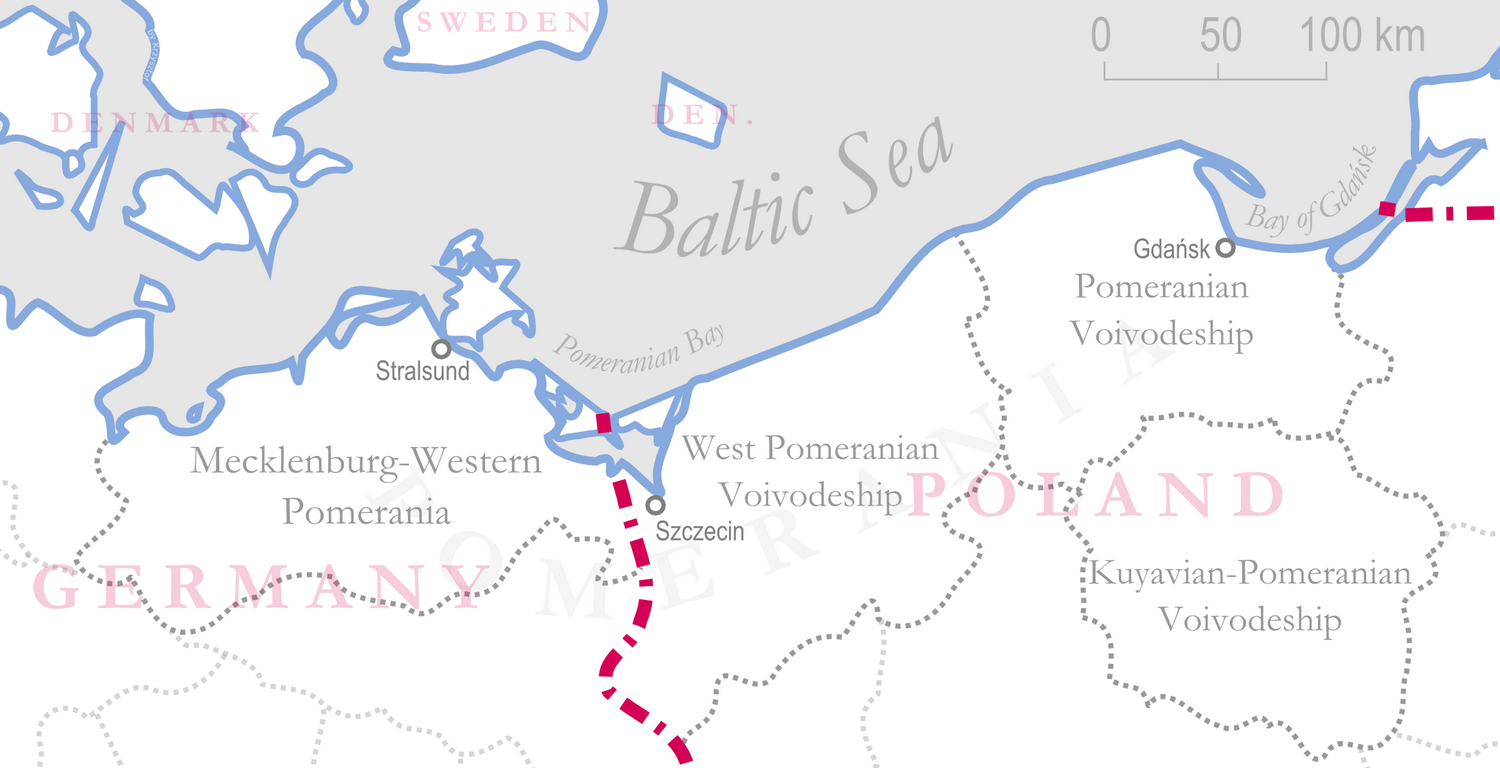
Мапа Помор'я

- 1306–1309 Пшемисл Іновроцлавський - князь Свецький
- 1306–1309 Казимир III Ґнівковський - князь Тчевський

З 1308/09 рр. Східне Помор'я було окуповано і опинилося під владою Тевтонського ордену. Пізніше воно було завойоване і включене до Королівства Польського 1466 року в результаті Тринадцятирічної війни.
У 1466–1772 роках землі Східного Помор'я входили до складу Поморського воєводства Речі Посполитої, і управителям в ньому були Поморські воєводи.
Під час існування територіального утворення Вільного міста Гданськ (1807-1814) – існував титулярний князь Гданська. 
- 10 серпня 1808 - 14 серпня 1820	Франсуа Жозеф Лефевр - Маршал Франції, титулярний князь (герцог) Гданська, наданий Наполеоном Бонапартом за взяття міста в травні 1807 р.